# Koszykówka na Letnich Igrzyskach Olimpijskich 1988
Koszykówka na Letnich Igrzyskach Olimpijskich 1988.
W finale drużyna ZSRR zwyciężyła Jugosławię 76-63. 

## Medale
| Mężczyźni | Złote | Srebrne | Brązowe |
| Mężczyźni | ZSRR Ołeksandr Wołkow · Tiit Sokk · Sergiej Tarakanow · Šarūnas Marčiulionis · Igors Miglinieks · Walerij Tichonienko · Rimas Kurtinaitis · Arvydas Sabonis · Wiktor Pankraszkin · Valdemaras Chomičius · Aleksandr Bełostiennyj · Waleri Goborow | JugosławiaDražen Petrović · Zdravko Radulović · Zoran Čutura · Toni Kukoč · Žarko Paspalj · Željko Obradović · Jure Zdovc · Stojko Vranković · Vlade Divac · Franjo Arapović · Dino Rađa · Danko Cvjetičanin | Stany ZjednoczoneMitch Richmond · Charles E. Smith · Bimbo Coles · Hersey Hawkins · Jeff Grayer · Charles D. Smith · Willie Anderson · Stacey Augmon · Dan Majerle · Danny Manning · J.R. Reid · David Robinson |

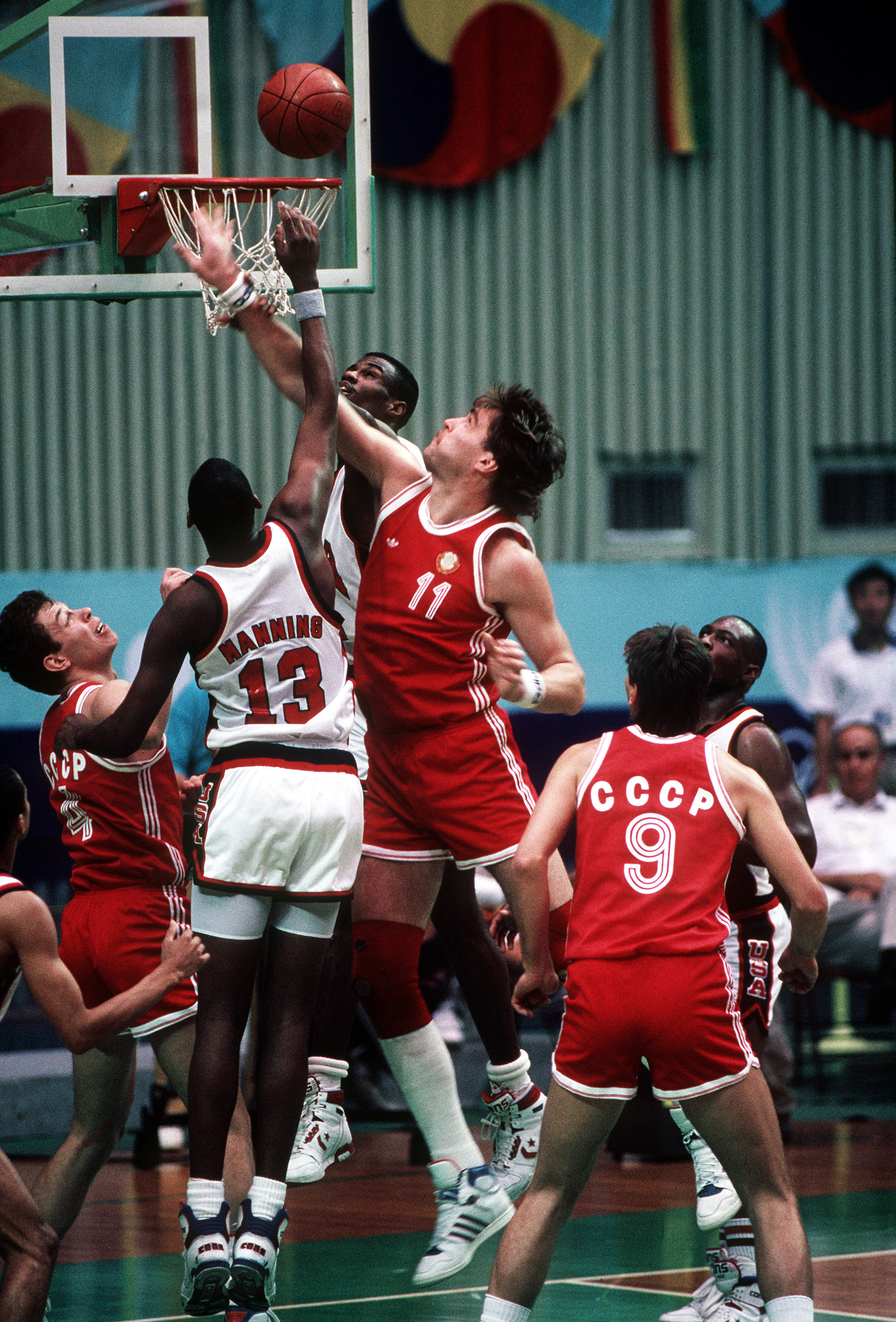
Arvydas Sabonis walczący o piłkę z Davidem Robinsonem oraz Danny Manningiem.

W finale drużyna USA zwyciężyła Jugosławię 77-70. 
| Kobiety | Złote | Srebrne | Brązowe |
| Kobiety | Stany ZjednoczoneTeresa Edwards · Kamie Ethridge · Cindy Brown · Anne Donovan · Teresa Weatherspoon · Bridgette Gordon · Vicky Bullett · Andrea Lloyd-Curry · Katrina McClain · Jennifer Gillom · Cynthia Cooper · Suzie McConnell-Serio | JugosławiaStojna Vangelovska · Mara Lakić · Zana Lelas · Eleonora Wild · Kornelija Kvesić · Danira Nakić · Sladjana Golić · Polona Dornik · Razija Mujanović · Vesna Bajkuša · Andjelija Arbutina · Bojana Milošević | ZSRROlga Żewkowa · Irina Gerlic · Olesia Barel · Irina Sumnikowa · Olga Bujakina · Olga Jakowlewa · Irina Minch · Aleksandra Leonowa · Jelena Kudaszowa · Witalija Tuomaite · Natalja Zasulska · Galina Sawicka |

## Zobacz
Letnie Igrzyska Olimpijskie 1988